# Oceana Mackenzie
Oceana „Oce“ Mackenzie („/oʊʃ/“; * 11. Juli 2002 in Heidelberg, Deutschland, bürgerlich Oceania Mackenzie/oʊʃiːˈɑːnə/) ist eine australische Sportkletterin.

## Karriere
Mackenzie begann das Klettern mit 8 Jahren. Mit 15 Jahren begann sie bei den Senioren-Kletterweltcups teilzunehmen. Bei ihrem ersten Weltcup 2018 in Hachiōji schaffte sie es ins Halbfinale und erreichte den 20. Platz. 2019 erreichte sie am Boulder-Weltcup in Meiringen das Finale und wurde Sechste. Bei der Kletterweltmeisterschaft 2019 in Hachiōji erreichte sie jeweils das Halbfinale im Bouldern und im Lead.
Bei den Ozeanien-Meisterschaften 2020 konnte sie die Kombination gewinnen und qualifizierte sich so für die Olympischen Spiele 2020 in Tokio. Dort erreichte sie in der Qualifikation den 19. Platz und verpasste die Qualifikation für das Finale.
2023 wurde sie am Boulder-Weltcup in Prag Siebte und eine Woche später in Brixen Fünfte. In dieser Saison erreichte sie in der Gesamtwertung den siebten Platz im Bouldern. Sie ist damit die erste australische Person, die bei einer Weltcup-Gesamtwertung eine Platzierung in den Top Ten erreicht hat.
Im November 2023 konnte Mackenzie den Qualifikationswettkampf in Ozeanien für sich entscheiden und sicherte sich einen Platz für die Olympischen Spiele 2024 in Paris. Im Boulder-&-Lead-Wettkampf erreichte sie in der Qualifikation vor allem durch Punkte aus dem Bouldern die Finalteilnahme auf Rang vier. Dort erlangte sie mit zwei Tops und zwei Low Zones im Bouldern (59,7 Pkt.) und Griff 34+ im Lead (45,1 Pkt.) 104,8 Punkte. Nur 0,1 Punkte hinter Seo Chae-hyun und 0,3 Punkte vor der letztplatzierten Oriane Bertone erreichte Mackenzie letztlich den siebten Platz.
Beim Boulder-Weltcup in Prag erreichte sie den dritten Platz und stand somit erstmals auf einem Weltcup-Podest. 2024 wurde sie bei der Weltcup-Gesamtwertung im Bouldern Zweite.
Sie ist Mitglied von Sport Climbing Australia.